# Inhumas
Inhumas là một đô thị thuộc bang Goiás, Brasil. Đô thị này có diện tích 613,349 km², dân số năm 2007 là 47984 người, mật độ 78,2 người/km².